# Медведковская организованная преступная группировка
Медве́дковская ОПГ — организованная преступная группировка, действовавшая с 1990 по 2011 год. В 1993—1994 Медведковская ОПГ влилась в Ореховскую ОПГ. Название группировки относится к спортивному клубу в районе Медведково города Москвы, в котором тренировались члены группы.

## История
«Ореховская» группировка появилась в Москве в начале 1990-х. Её главарем был Сергей Тимофеев по кличке «Сильвестр». Жестокость в обращении с конкурентами позволила Сильвестру подчинить себе более мелкие группировки, в том числе «Медведковскую» и «Курганскую», в которую входил известный киллер Александр Солоник.
После взрыва автомобиля с Сильвестром 13 сентября 1994 года в 19:05 в центре Москвы около дома № 46 на 3-й Тверской-Ямской, Алексей Шерстобитов («Лёша-Солдат») в сговоре с Олегом Пылёвым, в январе 1995 года, устранил одного из главных конкурентов на роль главаря — Григория Гусятинского («Гриня», «Гриша Северный»). В марте 1996 года, во время покушения от рук «Курганских» погибает Сергей Ананьевский («Культик») (его расстрелял Павел Зеленин), бывший правой рукой Сильвестра, вставший у руководства после взрыва автомобиля с Сильвестром. Сергея Ананьевского убили 4-го марта 1996 года возле здания посольства США на Новинском бульваре, когда он сидел в своем Volvo 850. Когда к машине Ананьевского подъдехал Volkswagen Caravelle, убийца сидевший в машине открыл шквальный огонь. Сергей успел схватиться за ручку своего пистолета, который был у него за поясом, но было уже поздно в этот момент в него попали двадцать пуль и он погиб на месте. На место С.Д.Ананьевского встаёт друг и коллега последнего — Сергей Володин («Дракон»), но и он был убит, менее чем через месяц 27 марта 1996 года в перестрелке у Президент-отеля и впоследствии похоронен рядом с Ананьевским на Хованском кладбище.
Только после всех этих событий окончательно у «руля» встаёт Сергей Буторин («Ося»); его косвенное подчинение признают братья Пылёвы, из которых Олег отвечает за все силовые акции, контрразведку, контроль за группировкой и карательные мероприятия. Андрей тяготеет больше к общению с миром бизнеса и пытается наладить его контроль, правда уехав в Испанию, делает это оттуда. Под их «крышей» находились автозаправочные станции, автосервисы, кафе, рестораны, Тушинский, Митинский, Покровский и Пражский рынки. Имелась также своя турфирма, через которую боевики получали загранпаспорта, адвокатское бюро и ночной клуб.
5 августа 1995 года один из конкурентов Буторина, лидер «ассирийской» бригады Александр Биджамо («Алик Ассириец»), был убит в центре Москвы. По данным следствия, его расстреляли в сквере за памятником Юрию Долгорукому, а пистолет Макарова, куртку и перчатки киллеры бросили во дворе дома 15а на Большой Дмитровке, где находится Генпрокуратура России. Это преступление, как и многие другие в составе банды, совершил спецназовец Александр Пустовалов («Саша-Солдат»). Буторинцы расправились с лидерами кунцевской группировки Александром Скворцовым и Олегом Кулигиным, убрали «сокольнического» авторитета Владимира Кутепова («Кутепа»). Вступив в войну с Измайловской группировкой, расстреляли в течение месяца больше десяти её главарей и боевиков. Буторин, чувствуя, что за его головой охотятся, инсценировал свои похороны на Николо-Архангельском кладбище в 1996 году и на время ушёл в тень. Но самым известным стало убийство Александра Солоника его коллегой по смертельному «ремеслу» «Сашей-Солдатом» на греческой вилле в 1997 году. Первоначально планировалось устранить всю верхушку «курганских», ставших ненужными после гибели «Сильвестра», во главе с Колиговым, Нелюбиным, Игнатовым и Солоником. Однако в Греции удалось обнаружить лишь одного Солоника. Он не знал, что его вилла была оборудована подслушивающей аппаратурой, которую установила команда другого «чистильщика» — Алексея Шерстобитова. Участь «Валерьяныча» была решена, когда тот произнёс роковые слова: «Их надо валить». Под «ними» подразумевались братья Пылёвы и Буторин. Вместе с ним тогда погибла и его 22-летняя сожительница Светлана Котова участница конкурса «Мисс Россия-96». Нелюбин и Колигов скончались при странных обстоятельствах в тюрьме в 1998 и 2005 гг. соответственно, а Виталий Игнатов до сих пор в розыске.

## Разгром
Масштабное расследование дела «ореховских» началось в 1998 году после убийства следователя Юрия Керезя, который впервые в России возбудил уголовное дело по статье 210 УК РФ («организация преступного сообщества»).
Группировка Буторина была тесно связана с одинцовскими «братками», которыми руководил Дмитрий Белкин («Белок»). В своё время его уголовное дело вёл старший следователь 2-го управления прокуратуры Одинцовского района Московской области Юрий Керезь. Эпизод, связанный с убийством Керезя 20 октября 1998 года, стал началом конца для всей орехово-медведково-одинцовской «братвы». По следам расследований Керезя упорно шли сыщики МУРа, и в 2000 году Буторин был объявлен в федеральный розыск. Лидерам Орехово-медведково-одинцовской группировки пришлось бежать в Испанию.
Точное число преступлений, совершённых членами группировки, не установлено до сих пор. Во время следствия раскрыты 44 убийства и изъято много оружия. По данным следствия, в банду входили около 60 человек.
В 2004 году Мосгорсуд вынес приговоры 13 членам группировки. Один из осуждённых — Александр Пустовалов — признался, что был исполнителем убийства Солоника и его подруги Светланы Котовой. Второй процесс над «ореховско-медведковскими» прошёл в прошлом году. К различным срокам — от 4 до 23 лет — были осуждены ещё 11 человек, в том числе Андрей Пылёв.
В самом начале 2000 года Моспрокуратура завершила расследование дела ореховской бригады Игоря Чернакова («Двоечника»). На скамье подсудимых оказались 13 членов банды, среди которых Дмитрий Баранчиков («Ураган»), Руслан Эртуганов («Рус»), Виктор Маковец («Макар»), Вадим Логинов («Очкарик»), Михаил Кудрявцев («Берлогa»), Александр Ромашкин («Ромаха»), Денис Лебенков («Дэн»), Дмитрий Власов («Влас») и др. В середине мая 2000 года сотрудники МУРа задержали ореховского авторитета Игоря Масленникова («Племянник»).
В июле 2000 года была арестована целая банда киллеров, в числе которых оказался и убийца Солоника Александр Пустовалов («Саша-Солдат»). Им предъявили обвинения в совершении нескольких десятков убийств. 19 мая 2004 года состоялся суд, на котором один из членов группировки Александр Васильченко приговорён к пожизненному заключению, Александр Пустовалов получил 22 года тюрьмы, Дмитрий Куликов и Сергей Филатов — по 18 лет, Виталий Александров, Владимир Каменецкий, Иван Саусараис, Олег Пронин и Руслан Полянский — по 17 лет, Александр Кравченко — 8 лет, Яков Якушев и Дмитрий Усалев — по 8 лет условно. Ещё один член группировки Виктор Сидоров получил 5 лет и был освобождён в зале суда вместе с Якушевым и Усалевым.
В начале июня 2005 года был арестован Игорь Смирнов («Медведь») по подозрению в двойном убийстве: Чурсина и Губанова. Задержание состоялось буквально за несколько дней до истечения срока давности преступления, что, конечно, сильно раздосадовало «Медведя». О его роли в этих убийствах поведал сыщикам задержанный бандит в обмен на свободу. По его рассказу в конце июня 1995 года Медведь повздорил с Чурсиным и Губановым у ресторана «Орехово», потом застрелил их и вывез тела на Борисовские пруды. В 2006 году Мосгорсуд приговорил Игоря Смирнова к 21 году заключения, его напарников — Игоря Лосева и Владимира Кузнецова (Торпеда-младший) — к 12-ти и 10-ти годам соответственно.
В 2006 году был задержан последний из главных киллеров Алексей Шерстобитов («Лёша-Солдат»). Как и в случае с Игорем Смирновым, его выдал задержанный бандит. «Лёша-Солдат» обвинялся в целой серии громких убийств и покушений, среди которых выделяются убийства авторитета Игоря Юркова («Удав»), Григория Гусятинского («Гриня») и владельца клуба «Доллс» Иосифа Глоцера. Но особенно громким стал расстрел Отари Квантришвили («Отарик») у Краснопресненских бань, который совершил Шерстобитов в апреле 1994 года с чердака одного из домов поблизости. Разбирательство шло 2 года и закончилось обвинительным вердиктом коллегии присяжных в Мосгорсуде в конце сентября 2008 года. Алексей Шерстобитов приговорён к 23 годам заключения, Павлу Макарову и Сергею Елизарову, которые помогали убийце, дали 16 и 11 лет.
Первым из числа «вынужденных возвращенцев» стал Руслан Зайцев, которого 15 января 2001 года депортировала Венгрия. По мнению оперативников 29-летний Зайцев был активным участником одной из ореховских банд. МВД России разыскивало его с 9 октября 1995 года.
15 февраля 2001 года, спустя месяц после экстрадиции Зайцева, испанский спецназ в пригороде Барселоны арестовал лидеров Ореховской ОПГ: Сергея Буторина и его 29-летнего напарника Марата Полянского. МВД России добивалось выдачи Буторина, так как накопилась достаточная база обвинений: вымогательства и организация 29 убийств. Бандиты активно сопротивлялись при аресте, так как понимали, что в России их ждёт суровое наказание вплоть до пожизненного заключения. Однако Испания не торопилась с выдачей. Лишь по прошествии 8 лет заключения за незаконное хранение оружия, в октябре 2009 года был экстрадирован Марат Полянский, а в начале марта 2010 года — Сергей Буторин.
В начале сентября 2002 года в Одессе сотрудники МУРа и украинской милиции задержали Олега Пылёва («Саныч»), Сергея Махалина («Камбала») и других активных участников Ореховской ОПГ, находившихся в международном розыске за серию убийств. Вскоре их экстрадировали в Россию. В августе 2005 года, после серии холостых задержаний, был экстрадирован из Испании старший брат Олега Пылёва, Андрей Пылёв («Карлик»).
17 августа 2005 года Московский городской суд вынес приговор 11 членам Ореховской ОПГ, орудовавшей в Москве в начале 90-х годов. Подсудимые, на счету которых 18 убийств и другие тяжкие преступления, приговорены к срокам заключения от 4 до 24 лет. Самый большой срок (24 года в колонии строгого режима) получил главарь банды Олег Пылёв. На 10 лет осуждён Андрей Гусев («Макар»), который вместе с Пустоваловым убивал Александра Солоника в январе 1997 года. Однако спустя два года вновь открывшиеся обстоятельства вынудили Мосгорсуд пересмотреть приговор Олегу Пылёву, и в начале сентября 2007 года он, а также Сергей Махалин («Камбала»), Олег Михайлов («Хохол») были приговорены к пожизненному лишению свободы.
27 сентября 2006 года Мосгорсуд вынес приговор по делу одного из лидеров Ореховской ОПГ, 44-летнего Андрея Пылёва («Карлик»). Суд приговорил Андрея Пылёва к 21 году лишения свободы. Андрея Пылёва признали виновным в бандитизме, а также убийстве (три заказных убийства, включая убийство киллера Солоника и его подруги, фотомодели Светланы Котовой) и покушении на убийство.
6 сентября 2011 года судья Сергей Подопригоров признал Буторина виновным в 36 убийствах и покушении на жизнь 9 человек и приговорил к пожизненному заключению. Марат Полянский признан виновным в 6 убийствах и покушении на жизнь троих и приговорён к 17 годам заключения.

## Области деятельности
- Контроль над несколькими рынками Москвы (Покровский, Тушинский, Митинский и др.)
- Вымогательство
- Закупка и реализация полудрагоценных камней
- Туристический
- Банковские операции

## Аффилированные структуры после легализации
- ЗАО Русское золото
- ЧОПы «Великая держава», «Российская дружина», «Московский щит», «Берк-С»
- Фирма «Марвол»
- Издательство «Содействие»
- Туристическое агентство «Клэр-Трэвел»

## Комментарии
1. ↑  В прошлом старший лейтенант КГБ, армейский чемпион по гиревому спорту(«Последний поход «ореховских»» Архивная копия от 25 февраля 2019 на Wayback Machine)
2. ↑  На Хованском кладбище похоронены и другие известные члены ореховской ОПГ, в том числе Тимофеев («Сильвестр»), Гусятинский («Гриня Северный») и др.